# Мерсье (замок, Швейцария)
Мерсье (фр. Château Mercier) — резиденция в стиле средневекового замка в муниципалитете Сьер, в кантоне Вале, Швейцария. Построена в 1908 году. Первоначально именовалась Château de Pradegg (по названию местности).

## История

### В частном владении
В 1906 году успешный швейцарский предприниматель и меценат Жан-Жак Мерсье-де-Молен и его супруга Мари решили построить летнюю резиденцию. Место для возведения особняка они выбрали на холме Прадег, находившегося на территории их поместья. Общая площадь земель, входивших в эту территорию, составляла 37 126 квадратных метров. Там уже находились несколько хозяйственных построек (амбары, конюшни, сараи и  т.д.) и три жилых дома. Однако ни одно из зданий не соответствовало уровню комфорта, на который рассчитывала состоятельная пара. 
По просьбе супругов архитекторы разработали проект резиденции в стиле средневекового замка с элементами неоренессанса и необарокко. Вокруг здания разбили живописный парк. Вокруг парка обширные виноградники. 
Четыре поколения потомков Жан-Жака Мерсье проживали в замке большую часть года. Лишь зимой семьи предпочитали перебираться на жительство в Ниццу.

### В муниципальной собственности
27 января 1971 года фонд семьи Мерсье пообещал передать поместье со всеми постройками в дар кантону Вале. Соглашение вступило в силу 1 января 1991 года. После этого замок был полностью отреставрирован за счёт местных властей. Работы обошлись в четыре миллиона швейцарских франков. Вопросы управления замком и поместьем был переданы в ведении специального фонда. 

## Современное использование
Замок используется для проведения культурных мероприятий. Здесь проходят концерты и конференции. По договорённости с фондом здание можно арендовать для организации семинаров и проведения обучающих программ.

## Семья Мерсье
Буржуазная протестантская семья Мерсье ведёт своё происхождение из департамента Аверон во Франции. Представители рода перебрались в Лозанну в 1743 году, спасаясь от религиозных преследований. Здесь они основали процветающий кожевенный завод. Будучи предприимчивыми и богатыми людьми, члены семьи Мерсье занимались строительством фуникулёра Лозанна-Уши (ныне — Лозаннский метрополитен), участвовали в создании пароходства Compagnie générale de navigation sur le lac Léman, купили издательский дом Gazette de Lausanne и частично профинансировали строительства госпиталя Сьерра (в 1922 году). Семья стала одним из крупнейших землевладельцев в Лозанне.

## Галерея

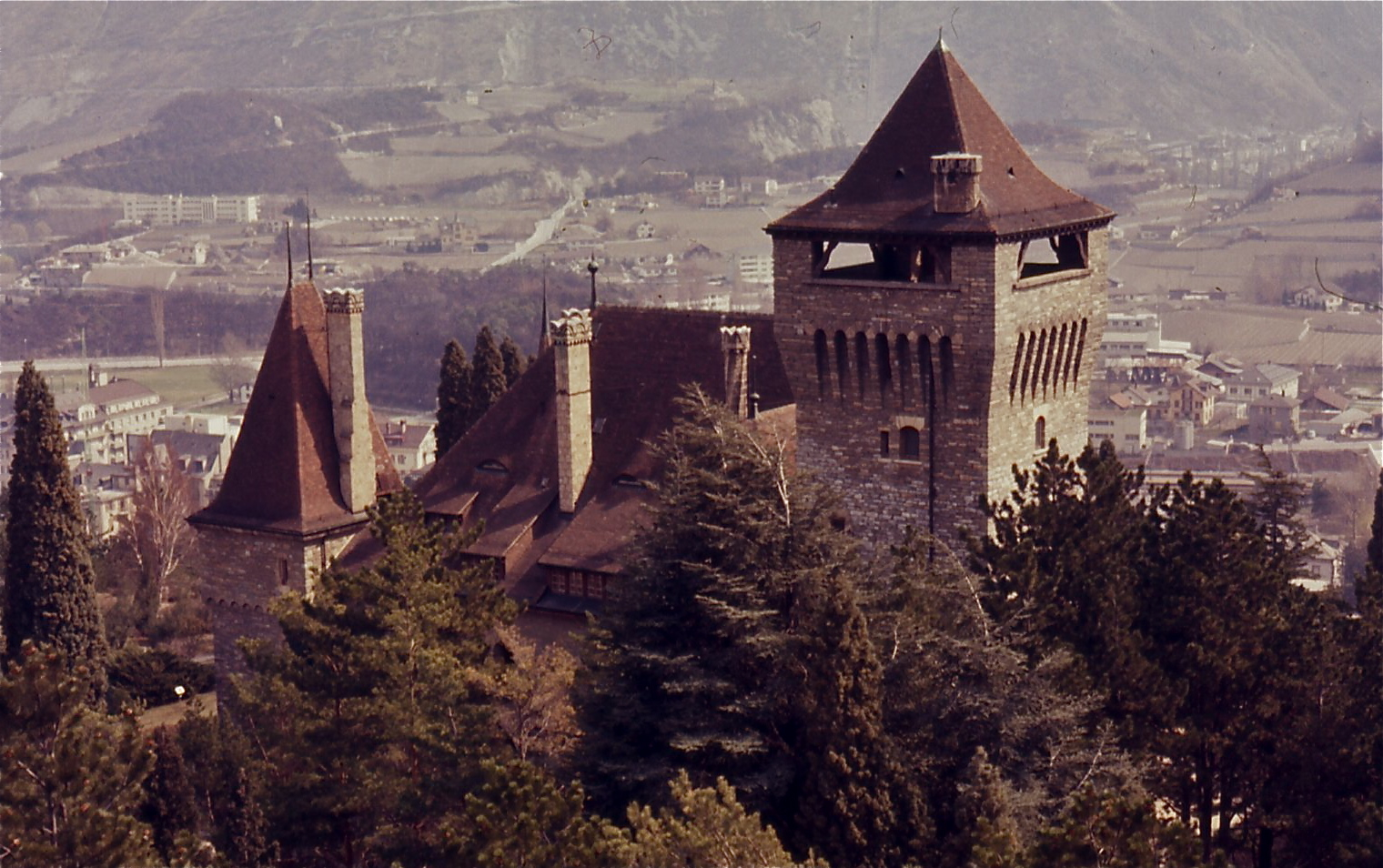
Вид замка на фоне долины
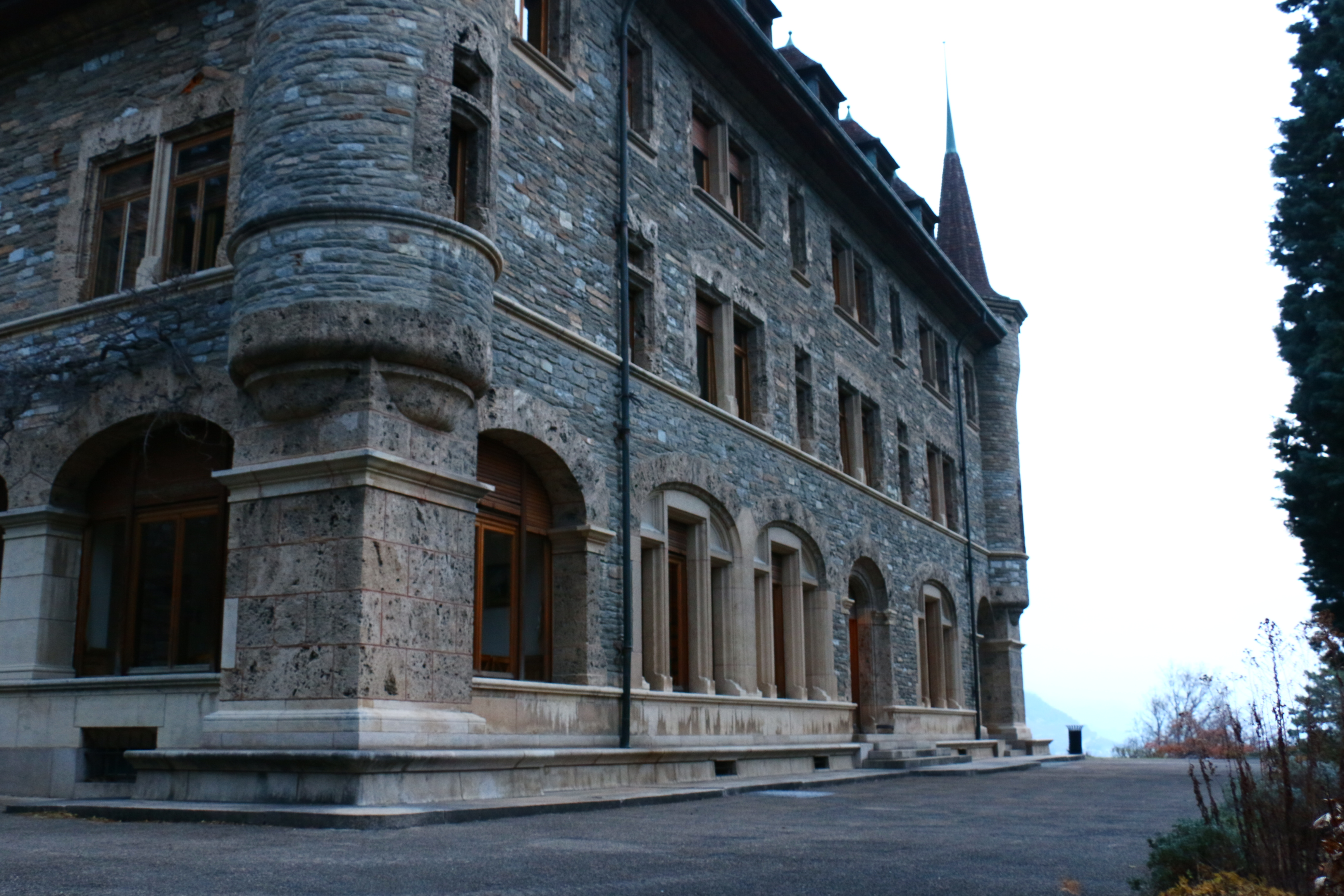
Южный фасад комплекса
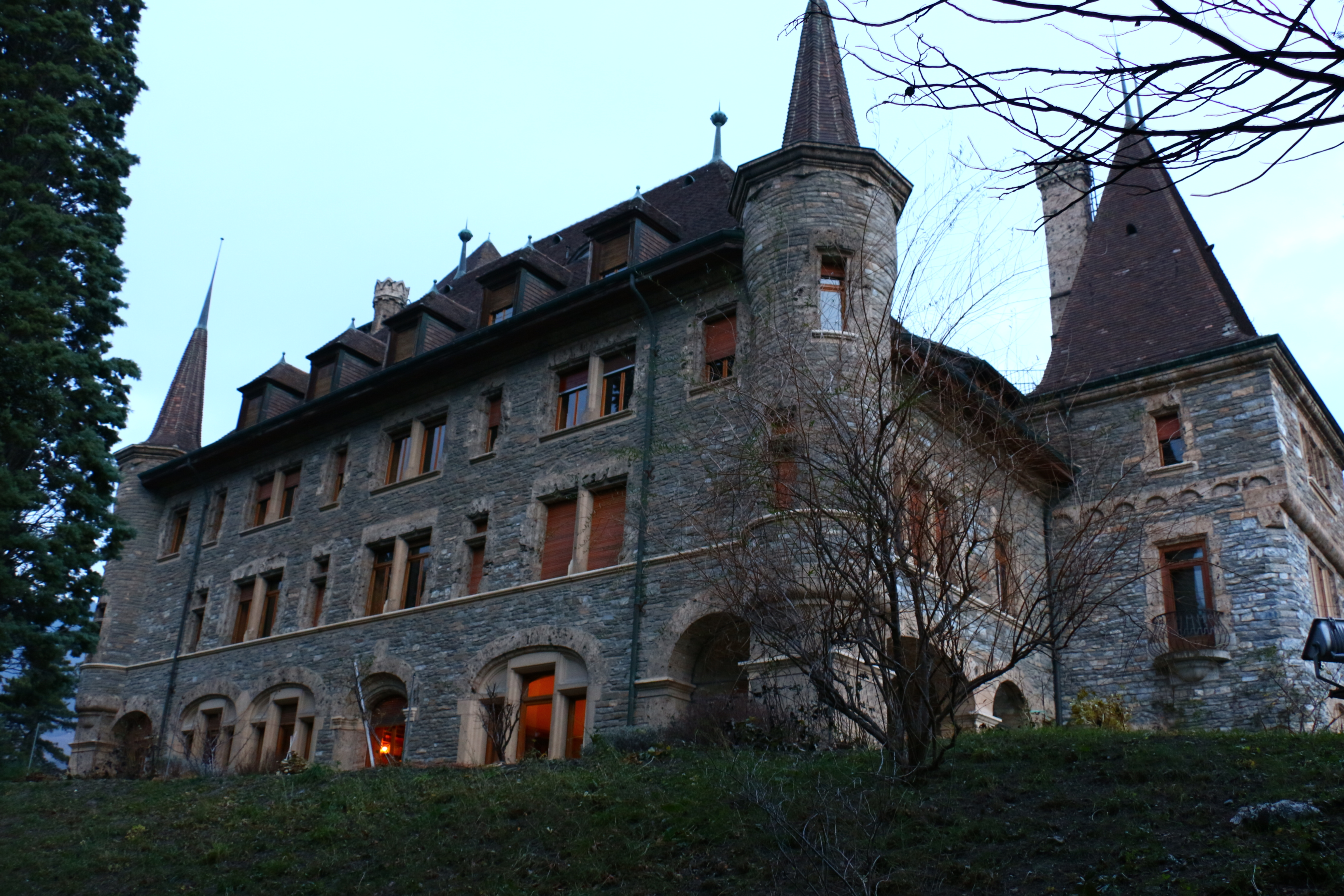
Вид замка с юго-востока
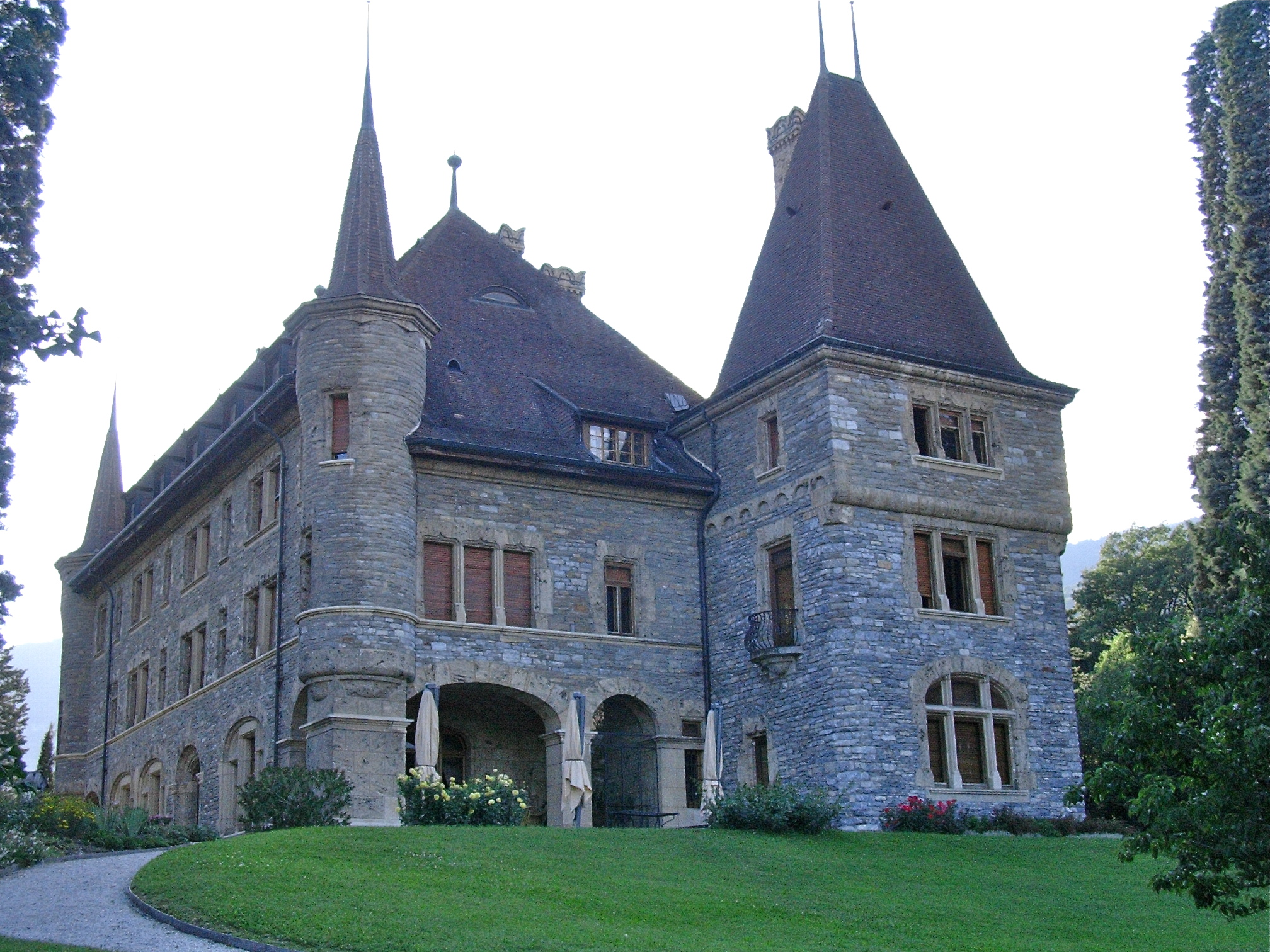
Вид замка с восточной стороны